# 貝爾丁 (密歇根州)
貝爾丁（英語：Belding）是一個位於美國密歇根州愛奧尼亞縣的城市。

## 人口
根據2020年美國人口普查的數據，貝爾丁的面積為12.71平方千米，當中陸地面積為12.23平方千米，而水域面積為0.47平方千米。當地共有人口5938人，而人口密度為每平方千米467人。